# Shurdi Patera
La Shurdi Patera è una struttura geologica della superficie di Io.